# Институт нефтехимических процессов имени Ю. Г. Мамедалиева НАН Азербайджана
 Институт нефтехимических процессов имени академика Ю. Г. Мамедалиева (азерб. AMEA Neft-Kimya Prosesləri İnstitutu — исследовательский институт Министерство науки и образования Азербайджанской Республики.

## Направления деятельности
- Изучение азербайджанской нефти
- Разработка научных основ их эффективной переработки с целью получения новых топлив и масел
- Создание новых технологий и катализаторов для процессов нефтепереработки и нефтехимии
- Проведение фундаментальных исследований в области катализа, органической и физической химии, нефтехимического синтеза
- Разработка комплексных схем развития нефтеперерабатывающего и нефтехимического комплексов Азербайджана.

## История института
Институт нефтехимических процессов был организован на базе Азербайджанского нефтяного научно-исследовательского института имени В. Куйбышева, основанного в 1929 году. В 1959 году Азербайджанский НИИ по переработке нефти им. В. В. Куйбышева был переименован в Институт нефтехимических процессов в системе НАНА.
В дальнейшем на базе ИНХП был создан ряд самостоятельных институтов — химии присадок, теоретических проблем химической технологии, полимерных материалов, институт газовых проблем, а также сектор радиационных исследований (ныне Институт радиационных проблем).
В развитии научных исследований и подготовке национальных научных кадров большую роль сыграли выдающиеся ученые: Л.Г. Гурвич, Н.Д. Зелинский, С.С. Наметкин, Н.И. Черножуков, Ю. Г. Мамедалиев, В.С. Алиев, А.М. Кулиев, М.А. Далин, Р.Г. Исмайлов, С.Д. Мехтиев.

## Директора института
- (1924-1933) - Гутт Иван Фёдорович,
- (1933-1936) - Капелюшников Матвей Алкунович,
- (1940-1942) - Таирова Таира Алекпер кызы,
- (1942-1943) - Луценко Николай Александрович,
- (1945-1951) - Ашумов Гаджи Гасан оглы,
- (1959-1962) - Нагиев Муртуза Фатулла оглы,
- (1962-1987) - Алиев Вагаб Сафарович,
- (1987-2012) - Рустамов Муса Исмаил оглы,
- с 2011 года - Аббасов Вагиф Магеррам оглы.

## Научные достижения
- Исследование нефти перспективных морских месторождений Азербайджана, созданы научные основы технологии их рациональной переработки с получением перспективных реактивных и дизельных топлив, автомобильных бензинов и смазочных масел.
- Создание технологии получения оксигенированных добавок к бензинам на базе низкокипящих фракций процессов каталитического крекинга, коксования и одноатомных спиртов с применением цеолитсодержащих катализаторов.
- Разработка и внедрение в городе Сумгаит производственной технологии получения этил-трет-бутилового эфира на базе биоэтанола и фракции С4 от процесса пиролиза.
- Создание новых модификаций комплексных катализаторов на основе металлического алюминия и галоидалкилов, с использованием которых разработана и внедрена в промышленность на Сумгаитском заводе синтетического каучука комплексная схема переработки жидких продуктов пиролиза, обеспечивающая получение нафталина, толуол-ксилольной фракции, бензола, этилбензола.
- Создание новых гомогенных катализаторов на основе соединений циркония, никеля, кобальта, молибдена и других переходных металлов для процессов окисления, олигомеризации и полимеризации углеводородов.
- Разработка способов получения новых гибридизированных реакционноспособных олигомеров, новых видов акрилатных мономеров, бактерицидов, системных гербицидов, душистых веществ и других малотоннажных продуктов.
- Разработка и внедрение в производство технологии получения реагентов и химикатов (ингибиторов, деэмульгаторов, пенообразователей, растворителей и др.), используемых в нефтедобывающей и нефтеперерабатывающей промышленности.
- Разработка технологии деасфалтизации нефти и её тяжелых остатков методом сверхкритической экстракции с использованием диоксида углерода.
- Разработка новых термотропных ионно-жидкостных экстрагентов для очистки нефтяных фракции от ароматических соединений.

## Структура
Отдел ионно-жидкостных технологий в нефтехимических процессах:
- Лаборатория поверхностно-активных реагентов и препаратов
- Лаборатория функциональных олигомеров
- Лаборатория процессов металлокомплексного катализа
- Лаборатория химии и технологии циклоолефинов
- Лаборатория полифункциональных комплексонатов и металлокомплексных соединений
- Группа полимеризационного катализа

Отдел химии и технологии полифункциональных реагентов:
- Лаборатория ингибиторов коррозии и консервационных материалов
- Лаборатория технологии химических реагентов для нефтегазодобывающей и перерабатывающей промышленности
- Группа исследования антимикробных реагентов и повреждений

Самостоятельные лаборатории:
- Лаборатория спектроскопических методов исследования катализаторов
- Лаборатория нефтяных люминофоров и фотохимии
- Лаборатория научно-технической информации
- Лаборатория каталитического крекинга и пиролиза
- Лаборатория комплексной переработки нефти и технико-экономических обоснований
- Лаборатория жидкофазного окисления
- Лаборатория алитциклических соединений
- Лаборатория технологии нефтехимических процессов
- Лаборатория гетерогенного катализа
- Аналитическая лаборатория
- Лаборатория стандартизации
- Лаборатория алкилированная
- Лаборатория автомобильных бензинов
- Лаборатория реактивных и дизельных топлив
- Лаборатория информатики и моделирования
- Лаборатория исследования нефтей и технологии получения масел
- Лаборатория физико-химических методов исследования
- Лаборатория циклоолефинов
- Лаборатория азотсодержащих соединений
- Лаборатория синтетических масел
- Группа химмотологии
- Группа ядерно-магнитного резонанса
- Группа патентно-лицензионных исследований
- Группа экстракции
- Отдел информации и телекоммуникации
- Проектно-конструкторский отдел

## Сотрудники
В настоящее время в институте работают 560 сотрудников, из них 225 научных, в том числе 44 доктора наук (из них 4 академика и 1 члена-корреспондента НАНА) и 90 кандидатов наук.

## Премии и награды
В 2005 году Институт награждён дипломом и премией Исламского банка развития.
За период 2002—2005 годы 5 сотрудников института награждены «Орденом Слава», один — медалью «Тарагги» (прогресс) и двое — персональной президентской стипендией.